# ビクトル・スクボルトフ
ビクトル・スクボルトフ（Victor Scvortov 1988年3月30日 - ）は、アラブ首長国連邦の柔道選手。モルドバ出身。階級は73kg級。

## 人物
スクボルトフはベンデルの出身で、姓はスクヴォルツォフ（ルーマニア語: Scvorțov、ロシア語:  Скворцов）ともされる。
最初はモルドバの選手として活躍していて、2009年の世界選手権66kg級で7位となった。その後階級を73kg級に上げるが、2011年の世界選手権では初戦で敗れた。2013年には世界選手権81kg級3位のセルジュ・トマら他の5名のモルドバ選手とともにアラブ首長国連邦に集団帰化した。グランドスラム・バクーでは2位なるが、世界選手権では初戦で敗れた。グランプリ・アブダビでは優勝を飾った。2014年のグランドスラム・パリでは3位となった。世界選手権では準決勝で中矢力に有効で敗れるも3位になり、アラブ首長国連邦の選手として世界大会で初めてのメダルを獲得した。9月には韓国の仁川で開催されるアジア大会にイワン・レマレンコら他の2名のUAE代表選手とともに出場することになっていたが、アジア・オリンピック評議会が規定する「国籍変更後に該当国・地域に3年以上居住しなければ代表資格は得られない」条項に違反しているとして、出場を果たせずに終わった。2016年のリオデジャネイロオリンピックでは3回戦で大野将平に内股で敗れた。その後階級を81kg級に上げると、2017年のグランプリ・ハーグで2位になった。2018年には階級を73㎏級に戻すと、アジア大会で3位になった。2021年7月に日本武道館で開催された東京オリンピックでは初戦で敗れた。

## 主な戦績
66kg級での戦績
- 2004年 - ヨーロッパカデ選手権　3位
- 2009年 - 世界選手権　7位

73kg級での戦績
- 2010年 - グランプリ・ロッテルダム　5位
- 2010年 - U23ヨーロッパ選手権　3位
- 2011年 - ワールドカップ・バクー　優勝
- 2012年 - ワールドカップ・プラハ　2位
- 2012年 - グランドスラム・モスクワ　5位
- 2012年 - ワールドカップ・ミンスク　5位
- 2013年 - アジア選手権　5位
- 2013年 - グランドスラム・バクー　2位
- 2013年 - グランプリ・ウランバートル　3位
- 2013年 - グランプリ・タシュケント　3位
- 2013年 - グランプリ・青島　3位
- 2013年 - グランプリ・アブダビ　優勝
- 2014年 - グランドスラム・パリ　3位
- 2014年 - グランプリ・トビリシ　5位
- 2014年 - グランドスラム・バクー　3位
- 2014年 - グランプリ・ブダペスト　優勝
- 2014年 - 世界選手権　3位
- 2015年 - グランプリ・サムスン　3位
- 2016年 - グランプリ・ハバナ　2位
- 2017年 - グランプリ・ハーグ 2位(81㎏級)
- 2018年 - アジア大会　3位
- 2018年 - グランプリ・タシュケント　3位
- 2019年 - アジアパシフィック選手権　3位
- 2019年 - グランプリ・フフホト　2位
- 2019年 - グランプリ・モントリオール 2位
- 2021年 - アジア・オセアニア選手権　3位
- 2021年 - グランドスラム・カザン　3位

(出典、JudoInside.com)